# Kiliansteiche

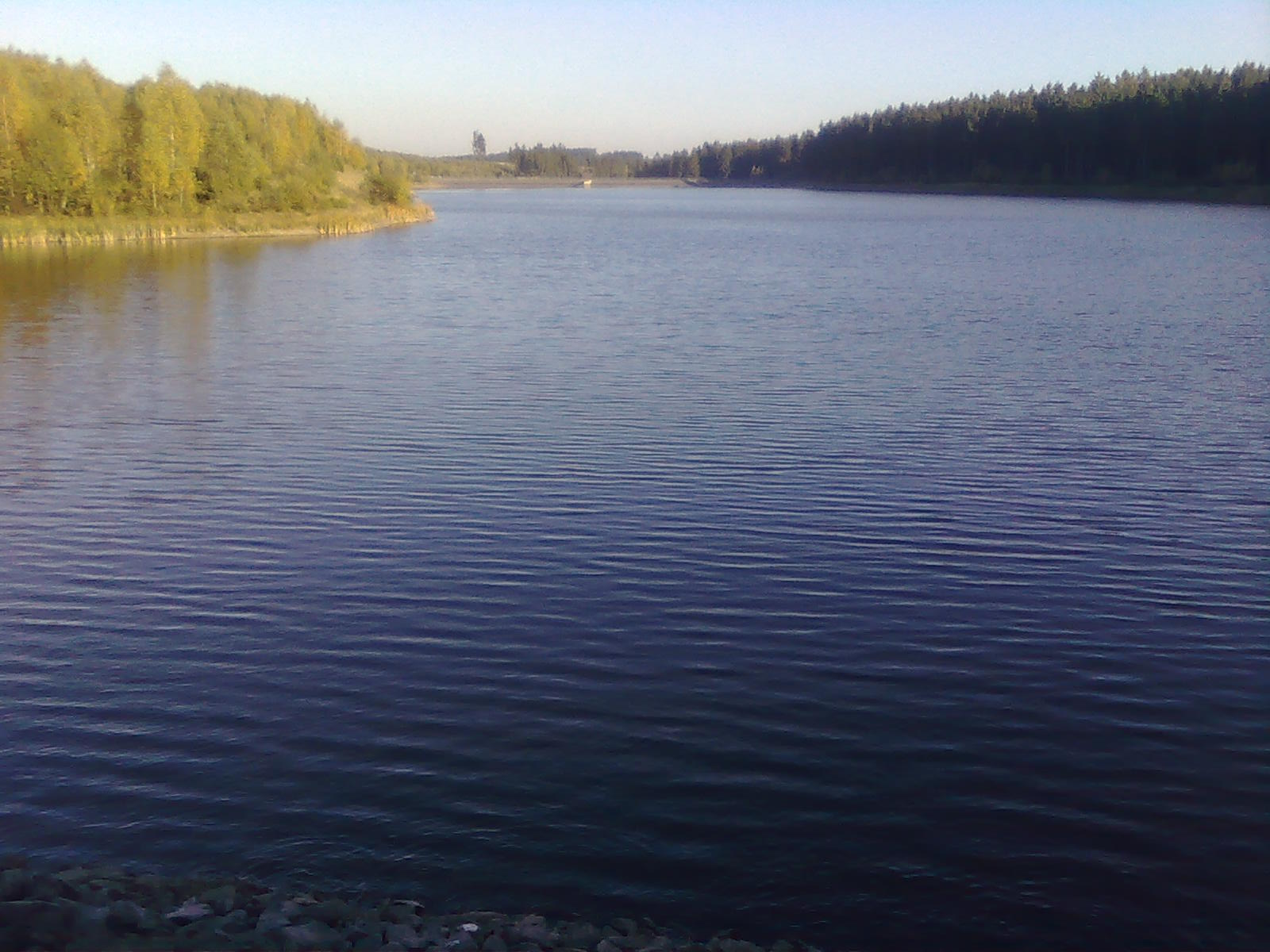
Blick über den oberen Kiliansteich

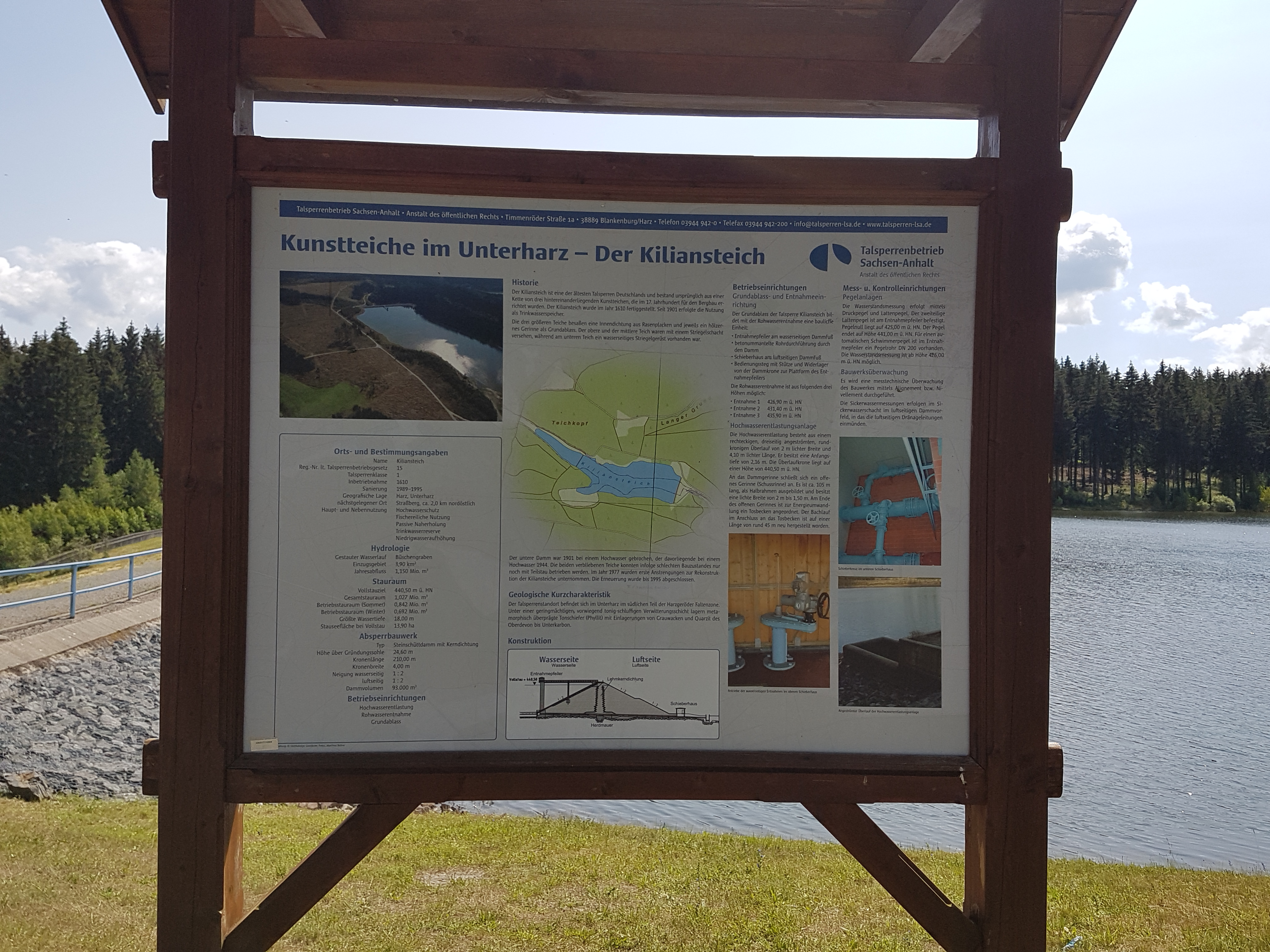
06.1-Infotafel Kiliansteich, 23-06-2020

Die Kiliansteiche waren eine Staukaskade im mittleren Unterharz bei Straßberg in Sachsen-Anhalt. Die Anlage gehört zum Unterharzer Wasserregal.

## Beschreibung
Die Kaskade bestand aus drei Stauteichen. Der Oberste ist erhalten geblieben. Die Dämme der drei weiteren sind 1989 abgetragen worden. Zu diesem Zeitpunkt waren zwei Dämme gebrochen und die verbliebenen in einem schlechten Zustand. Die unteren Teiche sind seit 1994 durch die Talsperre Kiliansteich überflutet.

### Oberer Kiliansteich
Der Teich wurde 1703–1704 unter Leitung von Georg Christoff von Utterodt erbaut. Im Zuge des Baus der Talsperre Kiliansteich, wurde der Obere Kiliansteich als Vorsperre ausgebaut.

### Mittlerer Kiliansteich
Der Teich wurde 1703 unter Leitung von Georg Christoff von Utterodt erbaut. Der Damm ist bei Hochwasser im Jahr 1944 gebrochen und wurde nicht wieder errichtet. Im Zuge des Baus der Talsperre Kiliansteich wurde der Teich endgültig aufgegeben und die Dammreste entfernt.

### Kiliansteich III
Die erste urkundliche Erwähnung, gemeinsam mit dem Oberen Rödelbachgraben, stammt aus dem Jahr 1610. Zu diesem Zeitpunkt bestand der Teich bereits.
Der Teich lag zwischen mittlerem und unterem Kiliansteich. Der Damm war niedriger als der des unteren Kiliansteichs. Es ist davon auszugehen, dass der Damm beim Bau der Staukaskade abgetragen wurde, da diese nachweislich aus nur drei Teichen bestand. Der Damm war ein Erdschüttdamm. Der Wasserspiegel lag bei Vollstau auf 426 m, die Länge des Stauteiches betrug 200 Meter.
Im Zuge der Errichtung der Talsperre Kiliansteich wurden die Dammreste entfernt und der alte Teich durch die Talsperre überflutet.

### Unterer Kiliansteich
Der untere Kiliansteich war der unterste Teich der Staukaskade. Der Teichdamm ist 1901 gebrochen und wurde nicht wieder aufgebaut.